# Jean-Louis Gauthier
Jean-Louis Gauthier (Angolema, 22 de dezembro de 1955 – 11 de julho de 2014) foi um ciclista francês, profissional entre 1978 e 1987. Durante sua corrida destaca a vitória numa etapa do Tour de France de 1980 e o facto de vestir o maillot amarelo desta mesma corrida durante uma etapa o 1983.

## Palmarés
- 1980
  - 1.º em Vailly-sur-Sauldre
  - Vencedor de uma etapa ao Tour de France
  - Vencedor de uma etapa no Midi Livre
- 1987
  - 1.º em Breuillet

### Resultados ao Tour de France
- 1978. 69.º da classificação geral
- 1979. 50.º da classificação geral
- 1980. 50.º da classificação geral. Vencedor de uma etapa
- 1981. 58.º da classificação geral
- 1982. 104.º da classificação geral
- 1983. 76.º da classificação geral. Leva o maillot amarelo durante 1 etapa
- 1984. 97.º da classificação geral
- 1985. 69.º da classificação geral
- 1986. Abandona (12.ª etapa)
- 1987. 134.º da classificação geral

### Resultados à Volta a Espanha
- 1979. 52.º da classificação geral